# Музей карривурста
Музе́й карривурста (нем. Deutsches Currywurst Museum) — гастрономический музей в Берлине, посвящённый сосискам карривурст и всему, что с ними связано. Открыт 15 августа 2009 года в честь 60-летия со дня возникновения этого блюда. Немецкий музей карривурста в Берлине окончательно закрыт с 21 декабря 2018 года.

## Экспозиция
Пространство музея поделено на несколько интерактивных зон:
- Культура «на вынос»: на карте мира отражено глобальное распространение карривурст. Кроме того, каждый посетитель может почувствовать себя в роли уличного продавца сосисок.
- Ингредиенты и специи: в специальных контейнерах представлены различные специи. Посетителям рассказывается их происхождение и применение. На специальном симуляторе любой желающий может смешать специи и приготовить сосиску карривурст по своему уникальному рецепту.
- История и легенда: выставка, посвящённая Герте Хойвер, владелице небольшого киоска-сосисочной в Берлине в 1949 году, которая считается «матерью карривурста».
- Экология фастфуда: в этой части экспозиции прослеживаются изменения, которые происходили в кулинарных пристрастиях людей в течение последних 5000 лет.
- Карривурст в культуре: в зале представлена тематическая литература, демонстрируются сцены из известных фильмов и сериалов, в которых появлялась эта легендарная немецкая сосиска.

При музее работает сувенирный магазин и кафе, где можно попробовать сосиски под разнообразными соусами.

## Награды
В 2011 году музей удостоился сразу нескольких наград в области дизайна:
- One Show Design Award: «Серебряный карандаш»[1]
- Art Directors Club: Приз в категории «Связь в космосе» и «Дизайн пространства»[2]
- DDC-Preis: Серебряный приз в категории «Хороший дизайн»[3]
- iF Industrie Forum Design: приз «За интерактивный дизайн»[4]